# لوريس ريجياني
لوريس ريجياني  (بالإيطالية: Loris Reggiani)‏ هو متسابق دراجات نارية إيطالي. نافس في سباقات بطولة العالم لفئة 500 سي سي ولفئة 350 سي سي ولفئة 250 سي سي ولفئة 125 سي سي ولفئة 50 سي سي.

## روابط خارجية
- لوريس ريجياني على موقع MotoGP.com (الإنجليزية)